# Second Great Awakening

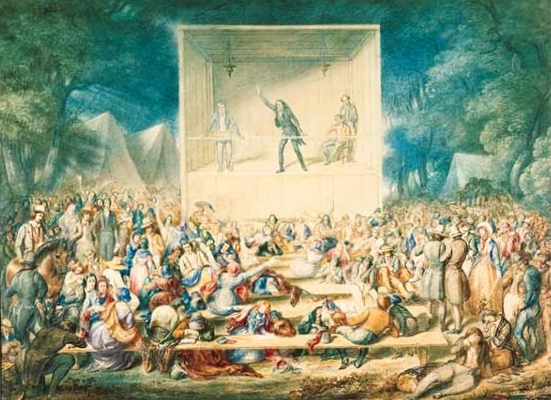
Een opwekkingsbijeenkomst van de Methodisten in 1839

De Second Great Awakening was een periode in de Verenigde Staten van religieuze opleving. Deze periode duurde van ongeveer 1790 tot 1840. De gevolgen van deze opleving waren uitgebreide evangelisatie, veel bekeerlingen tot het christelijk geloof en een opleving van het kerkelijk leven. De periode is vernoemd naar de Great Awakening, een gelijksoortige periode die ongeveer vijftig jaar eerder plaatsvond.
De opwekking werd gevoed door het religieuze sentiment van aan de ene kant intense interesse in de Bijbel en aan de andere kant een gebrek aan interesse of ontevredenheid ten aanzien van de bestaande kerken. De opwekking vond plaats in de zogenaamde "frontlijnstaten" van de Verenigde Staten – dat wil zeggen New England, het Noordwesten, een groot deel van de oostkust en het zuiden. Predikanten en sprekers zoals Charles Finney, Lyman Beecher en Peter Cartwright groeiden uit tot bekendheden en gezichten van de beweging. De grote sociale beweging, en de evangelicale participatie daarin, die voortkwam uit de Second Great Awakening, zorgde voor of droeg bij aan gevangenishervormingen, de afschaffing van de slavernij en het ontstaan van een beweging van geheelonthouders.
In New York zorgde de opwekking voor het ontstaan van het restaurationisme en andere religieuze bewegingen, zoals de mormonen en de heiligingsbeweging. In het zuiden – met name in Kentucky en Tennessee - droeg de Second Great Awakening bij aan een forse groei van de methodisten en de baptisten. Veel slaven en katoenplanters voegden zich bij deze kerken. De Presbyteriaanse Kerk wist minder te profiteren als het aankwam op de aanwas van nieuwe leden. In de Appalachen vonden vooral veel camp meetings plaats.
De Second Great Awakening leidde ook tot het ontstaan van een groot aantal zendingsorganisaties. De meest bekende daarvan is de American Bible Society, die in 1816 werd opgericht.